# Тафсир аль-Кумми
Тафси́р аль-Кумми́ (араб. تفسير القمي‎) — одно из важных шиитских толкований Корана.

## Сведения об авторе
Считается, что автор данного тафсира — авторитетный шиитский учёный-мухаддис, факих, историк и муфассир Али ибн Ибрахим аль-Кумми (874 — 941), представитель кумской школы шиитских богословов. Аль-Кумми известен как один из учителей Мухаммада аль-Кулайни, составителя сборника «Аль-Кафи», передавшего от него множество хадисов.

### Жизнь и заслуги
Али ибн Ибрахим ибн Хашим Абу-ль-Хасан аль-Кумми родился в Куме в 874 году в семье Ибрахима ибн Хашима — одного из видных представителей куфийской школы хадисоведения, переселившегося впоследствии в Кум и принесшего туда множество незнакомых кумским шиитским учёным хадисов.
И Али аль-Кумми, и его отец входят в перечень наиболее надёжных передатчиков хадисов согласно критериям шиитской дисциплины илм ар-риджал.
Помимо знаменитого тафсира, перу Али ибн Ибрахима аль-Кумми принадлежит ряд значимых для шиитского богословия трудов: «Книга о Единобожии и политеизме» («Китаб ат-Таухид ва-ш-ширк»), «Книга военных походы Пророков» («Китаб аль-магази»), «Книга о близости иснада к Имамам» («Китаб курб аль-иснад»), «Книга о достоинствах повелителя верующих Али ибн Абу Талиба» («Китаб фадаил Амир аль-му’минин»), «Китаб аль-анбийа» («Книга о Пророках»), «Книга о похвальных качествах» («Китаб аль-манакиб»), «Послание о смысле полемики между Хишамом (ибн аль-Хакамом) и Йунусом (ибн Абдуррахманом)» («Рисала фи ма’на Хишам ва Йунус»), «Книга о том, как Мамун выдал замуж Умм аль-Фадл» («Китаб тазвидж аль-Ма’мун Умм аль-Фадл»), «Книга об избранности Корана и его передаче» («Китаб ихтийар аль-Кур’ан ва ривайатихи»), «Книга об отменяющих и отменённых аятах» («Китаб ан-насих ва-ль-мансух»).
Однако ни одна из этих книг, в отличие от тафсира аль-Кумми, до наших времён не сохранилась.

### Проблема авторства тафсира
У части современных шиитских исследователей есть сомнения относительно того, все ли части этого тафсира в его современном виде принадлежат именно перу Али ибн Ибрахима аль-Кумми. В частности, Али ибн Ибрахим аль-Кумми свой собственный тафсир не записывал, а составителем «тафсира аль-Кумми», дошедшего до наших дней, признан Абу-ль-Фадл аль-Аббас ибн Мухаммад ибн аль-Касим ибн Хасан ибн Муса ибн Джафар — ученик Али ибн Ибрахима аль-Кумми. И в основу той книги, которую сегодня называют «тафсиром аль-Кумми», легли две книги — собственно, само толкование за авторством Али ибн Ибрахима аль-Кумми и книга Абу аль-Джаруда, зейдита по убеждениям и основателя одного из зейдитских течений — джарудизма.

## Отличительные особенности тафсира
- Около трёхсот шиитских передатчиков хадисов с полным иснадом, которые приведены в данном тафсире Али ибн Ибрахимом аль-Кумми, были квалифицированы им в качестве заслуживающих полного доверия, что имеет важное значение для дисциплины илм ар-риджал;
- Данный тафсир не содержит в себе ничего, кроме хадисов от пророка Мухаммада, Фатимы Захры и двенадцати Имамов, поясняющих аяты Корана;
- В тафсире приводится много хадисов от учеников Али ибн Ибрахима аль-Кумми, что является косвенным свидетельством в пользу упомянутой выше версии о двух источниках, которые легли в основу современного «тафсира аль-Кумми».
- Хадисы, приведённые Али ибн Ибрахимом аль-Кумми, снабжены более коротким иснадом и в шиитской науке илм ар-риджал считаются более надёжными, в то время как хадисы, упомянутые Абу аль-Джарудом, имеют более длинный иснад и часто оцениваются шиитскими мухаддисами как слабые.